# Alan Peter Cayetano
Alan Peter Cayetano (Mandaluyong, 28 oktober 1970) is een Filipijns politicus. 

## Biografie
Alan Peter Cayetano werd geboren op 28 oktober 1970 in Mandaluyong in Metro Manilla. Alan Peter is het tweede kind uit een gezin van vier. Zijn ouders zijn voormalig senator Renato Cayetano en Sandra Schramm. Na het afronden van zijn middelbareschoolopleiding, voltooide Cayetano in 1993 een bachelor-opleiding politieke wetenschappen aan de University of the Philippines. Aansluitend studeerde hij rechten aan de Ateneo de Manila University. In 1997 studeerde hij af, waarna hij in mei 1998 slaagde voor het toelatingsexamen van de Filipijnse balie.
In 1992 werd Cayetano gekozen tot raadslid van Taguig City. Na afloop van zijn driejarige termijn deed hij namens het kiesdistrict Taguig City-Pateros met succes mee aan de verkiezingen voor het Filipijns Huis van Afgevaardigden. In 2001 en 2004 werd hij herkozen als afgevaardigde. Na zijn derde en dus laatst mogelijke opeenvolgende termijn als afgevaardigde stelde hij zich bij de verkiezingen 2007 onder de vlag van de oppositie-coalitie, Genuine Opposition, beschikbaar voor een zetel in de Filipijnse Senaat. Cayetano eindigde op de negende plaats en was daarmee gekozen als senator tot 2013. Bij de verkiezingen van 2013 eindigde hij als derde en werd hij herkozen, met een termijn tot 2019.
Op 10 mei 2017 werd bekend dat Cayetano door president Duterte benoemd was tot minister van buitenlandse zaken, nadat twee dagen daarvoor de benoeming van Perfecto Yasay jr. op die post unaniem was afgewezen door de Commissie voor Benoemingen.
Cayetano is getrouwd met Maria Laarni Lopez-Cayetano, burgemeester van Taguig. Zijn oudere zus Pia Cayetano werd in 2004 ook gekozen in de Senaat van de Filipijnen.